# Marcella Danon
Marcella Danon (Milano, 1º agosto 1959) è una scrittrice e psicologa italiana.
Ha scritto, e scrive, libri su counseling ed ecopsicologia, campi in cui opera approfondendo e promuovendo temi inerenti all'interazione tra crescita personale e coscienza ambientale, con particolare attenzione alle nuove idee emergenti nei diversi campi della scienza e della cultura e alle loro implicazioni pratiche in ambito educativo e formativo.
Insegna Ecopsicologia nel corso di laurea in Scienze e tecniche psicologiche, all’Università della Valle D’Aosta, insieme all’ecologo Giuseppe Barbiero. È membro della International Community for Ecopsychology (ICE) e rappresenta l'Italia nell'ambito della International Ecopsychology Society (IES).
Dal 2004 al 2005 ha fatto parte del comitato di redazione della rivista Il Counselor. Per 5 anni ha coperto la carica di direttore responsabile dell'emittente radiofonica LifeGate Radio. Nel 2014 ha assunto la carica di direttore responsabile della webzine Eco We - La voce italiana dell'Ecopsicologia Tra il 2019 e il 2022 è stata nel comitato di redazione dell'International Journal of Ecopsychology (IJE).

## Selezione di opere

### Monografie
- Marcella Danon, Star bene con la musica, Milano, Sonzogno, 1997, ISBN 978-88-454-0949-3.
- Marcella Danon, Profezie per il terzo millennio, Milano, Rizzoli, 1998, ISBN 978-88-450-7903-0.
- Marcella Danon, Ecopsicologia. Come sviluppare una nuova consapevolezza ecologica, Sansepolcro (AR), Aboca, 2020, ISBN 978-88-552-3041-4.
- Marcella Danon, Counseling. L'arte della relazione d'aiuto attraverso l'ascolto e l'empatia, Como, Red, 2009, ISBN 978-88-7447-987-0.
- Marcella Danon, Direttore d'orchestra di se stessi, Cernusco sul Naviglio (Mi), Shamba Edizioni, 2011, ISBN 978-88-974-5811-1-EPUB.
- Marcella Danon, Stop allo stress. Guida pratica per gestire meglio tempo ed energia, Milano, Urra-Feltrinelli, 2012, ISBN 978-88-503-3071-3.
- Marcella Danon, Il Tao del disordinato, Milano, Urra-Feltrinelli, 2016, ISBN 9788807890291.
- Marcella Danon, Il potere del riposo, Milano, Urra-Feltrinelli, 2018, ISBN 9788807090936.
- Marcella Danon, Clorofillati, Ritornare alla Natura e rigenerarsi, Urra-Feltrinelli, 2019, ISBN 9788807091193.

### Pubblicazioni
- Marcella Danon, Ecopsicologia - Crescita personale e coscienza ambientale, in Formazione alla relazione di aiuto, a cura di Mario Mengheri, collana "Saggi e studi", ed Franco Angeli, 2010,  pp. 371-379, ISBN 978-88-56824-53-7.
- Marcella Danon, Ecopsicologia. L’incontro tra ecologia e psicologia, in La Persona nelle Filosofie Ambientali, a cura di Alessandro Poli, Limina Mentis Editore, 2012,  pp. 199-220, ISBN 978-88-95881-59-1.
- Marcella Danon, EcoCounseling, in Rivista Italiana di Counseling, vol. 1, Numero speciale: Atti del quinto convegno nazionale di AssoCounseling: "Qui e ora. Il presente del counseling", tenutosi a Firenze il 5-6 aprile 2014, giugno 2014,  pp. 62-69, ISSN 2284-4252 (WC · ACNP).
- Marcella Danon, Green Mindfulness, in Atti del V Convegno Nazionale di Montagnaterapia: lo sguardo oltre – sentieri di salute,  di Massimo Galiazzo, Edizione Persiani, Bologna, 2018, pp. 54-60, ISBN 8885804357
- Marcella Danon, "From Ego to Eco": the contribution of Ecopsychology to the management of the contemporary environmental crisis, in Visions for sustainability, Unito, No 12 (2019),  DOI: https://doi.org/10.13135/2384-8677/3261.
- Marcella Danon, "L'Ecopsicologia come modello di approccio e di pratica transdisciplinare", in IUSVEducation - Rivista interdisciplinare dell'Educazione, Giugno 2021 #18. Istituto Universitario Salesiano Venezia (IUSVE).

### Articoli divulgativi
- Marcella Danon, L'incontro umano è alla base del counseling, in Il Counselor, vol. 1, n. 1, aprile 2004,  pp. 11-12.
- Marcella Danon, Ecopsicologia: per sentirsi parte del mondo e della vita, in Il Counselor, vol. 2, n. 1, giugno 2005,  pp. 43-45.